# 中国汽研
中国汽车工程研究院股份有限公司（上交所：601965，简称：中国汽研），是中国上海证券交易所的一家上市公司，主营业务为汽车技术服务和产业化制造业务。公司控股股东为中国检验认证（集团）有限公司，实际控制人为国务院国有资产监督管理委员会。
公司前身为1965年成立的“重型汽车研究所”，系原国家科学技术委员会和原中国第一机械工业部批准设立的国家一类科研院所。1988年更名为“中国汽车工业联合会重庆汽车研究所”。2001年由事业单位转制为全民所有制企业，更名为“重庆汽车研究所”。2003年划转国务院国资委管理。2006年经联合重组并入中国通用技术（集团）控股有限责任公司，成为其全资子公司。2010年公司整体变更为股份有限公司，变更设立为“中国汽车工程研究院股份有限公司”。2012年6月11日，在上海证交所挂牌上市（股票简称：中国汽研，股票代码：601965）。2023并入中国中检。
2022年，公司实现营业收入32.91亿元，同比减少14.2%；实现净利润6.89亿元，同比减少0.36%。